# Foidita basanítica
Les foidites basanítiques són roques ígnies volcàniques alcalines constituïdes per feldespatoides amb algunes plagiòclasis i més del 10% d'olivina modal (característica que la diferencia de la foidita tefrítica). Es troba definida al camp 15b del diagrama QAPF de Streckeisen. És possible canviar el terme tot exposant l'espècie de feldspatoide dominant; per exemple: leucitita basanítica, nefelinita basanítica, etc.